# Praça Kim Il-sung
Praça Kim Il-sung é uma grande praça localizada no distrito central de Pyongyang, Coreia do Norte, e é nomeada em homenagem ao líder fundador do país, Kim Il-sung. A praça foi construída em 1954 de acordo com um plano urbanístico para reconstruir a capital após a destruição da Guerra da Coreia. A praça foi inaugurada em agosto de 1954 e está localizada ao pé do monte Namsan, na margem oeste do rio Taedong, diretamente em frente à Torre Juche, do outro lado do rio. É a 37ª maior praça do mundo, com uma área de cerca de 75 000 metros quadrados que pode acomodar um comício de mais de 100 000 pessoas. A praça tem um grande significado cultural por ser um local de encontro comum para comícios, danças e desfiles militares e é frequentemente apresentado na mídia ocidental quando se fala sobre a Coreia do Norte.

## Descrição

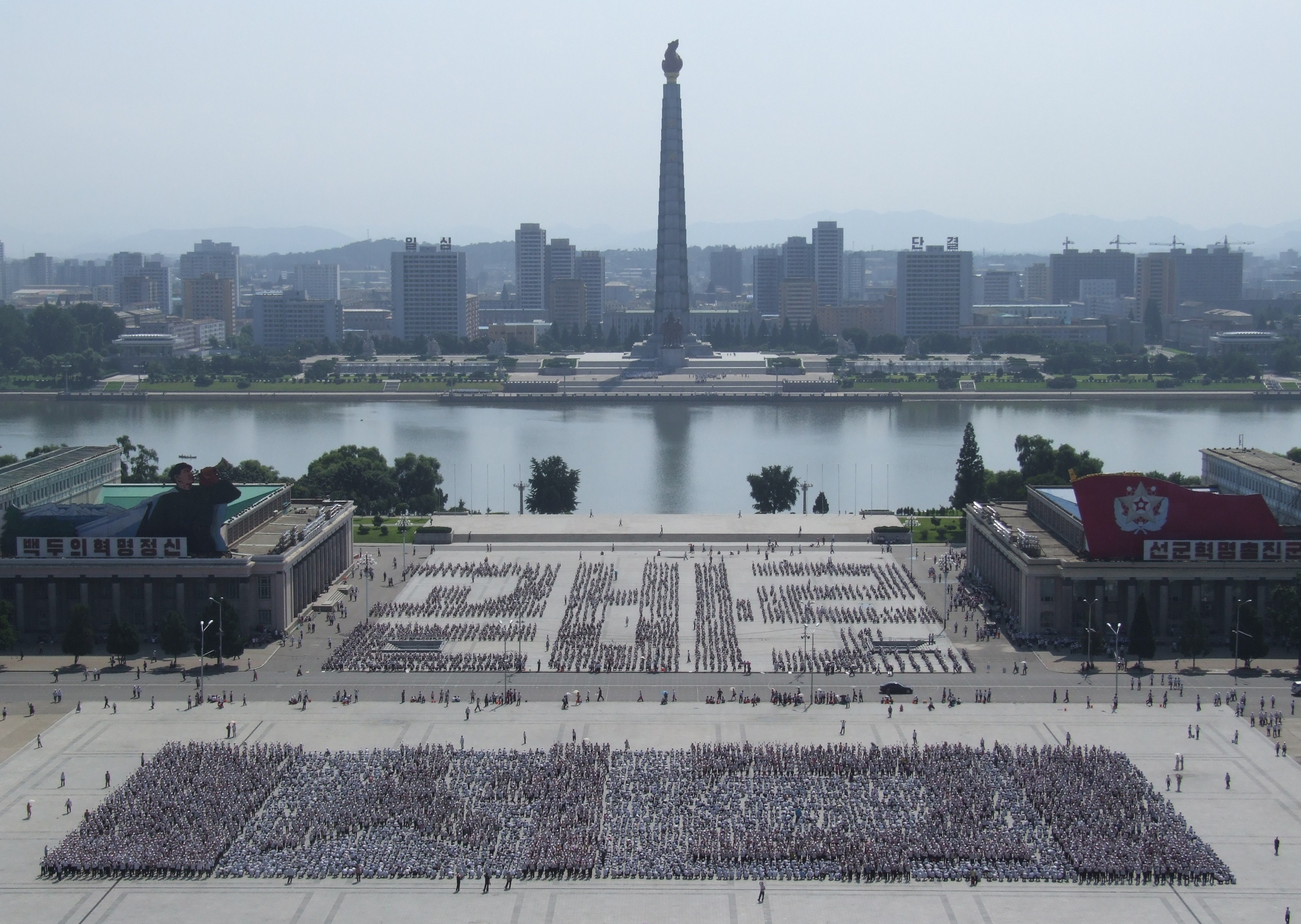
Praça Kim-Il-sung durante um treinamento de marcha, vista do Grande Salão de Estudos do Povo

A Praça Kim Il-sung fica no centro de Pyongyang, na margem oeste do rio Taedong, sendo o centro urbano e simbólico da cidade. Está localizada ao sul da Colina Mansu. A praça leva o nome do "Presidente Eterno" e "Pai Fundador" da Coreia do Norte, Kim Il-sung. É semelhante em forma e design à Praça da Paz Celestial, em Pequim, e é usada para os mesmos fins. A Praça Kim Il-sung é arquitetonicamente mais refinada com seu cenário dramático, às margens do rio. A Torre da Ideia Juche, na margem oposta, parece estar do outro lado da praça, embora na verdade esteja do outro lado do rio, semelhante ao Monumento ao Partido dos Trabalhadores com o Grande Monumento Mansudae. Ao redor da praça há vários prédios do governo, como o Grande Salão de Estudos do Povo, situado na "parte principal" da praça.
Desde a conclusão da praça, vários desfiles e comícios foram realizados para comemorar muitos eventos diferentes e também para mostrar ao mundo as capacidades militares da Coreia do Norte. Durante feriados nacionais da Coreia do Norte, como o aniversário do presidente Kim Il-sung, em 15 de abril, além de fogos de artifício, também pode haver música norte-coreana tocando na praça por alto-falantes, que são colocados à direita e esquerda da praça. Também há fogos de artifício na véspera de Ano Novo.
Retratos dos líderes Kim Il-sung e Kim Jong-il são exibidos nos edifícios ao redor da praça, onde retratos de Karl Marx e Vladimir Lenin também já foram exibidos. Durante o governo de Kim Jong-il, apenas o retrato de Kim Il-sung estava pendurado nesses prédios, como em todos outros edifícios públicos e cômodos das casas norte-coreanas. Quando Kim Jong-il morreu, seu retrato foi adicionado aos edifícios em comemoração e 100 000 pessoas se reuniram para o funeral oficial na praça.
A Praça Kim Il-sung é o ponto de partida (0 km) para o sistema rodoviário nacional da Coreia do Norte. Todas as estradas levam a Pyongyang e a Praça Kim Il-sung está no centro de tudo. A praça é "dividida" pela Rua da Vitória (승리거리), uma seção superior na base de uma colina próxima (agora obscurecida por estruturas) e uma seção inferior pelo rio. Pyongyang anteriormente tinha uma praça chamada "Praça Mao Tsé-Tung", localizada no que é hoje o Arco do Triunfo. A Rua da Vitória, que corta a Praça Kim Il-sung, era formalmente conhecida como "Rua Stalin".
No distrito Sadong-guyŏk há uma réplica em escala reduzida da Praça Kim Il-sung usada para desfiles e exercícios militares.

### Arquitetura e edifícios
A praça é cercada por edifícios de aparência austera, como o Grande Salão de Estudos do Povo, a maior biblioteca do país e o centro nacional de estudos Juche, onde qualquer norte-coreano com mais de 17 anos pode participar de palestras gratuitas. Outros edifícios na praça incluem o Museu de Arte Coreana, onde há uma coleção de arte socialista realista da Coreia do Norte pós-guerra. Há também o Museu Histórico Central da Coreia, no lado oposto da praça e outros edifícios políticos. Em termos de arquitetura e função, a praça coberta de granito é frequentemente comparada à Praça da Paz Celestial de Pequim.
Os edifícios e construções que cercam a praça são: Ministério de Relações Econômicas Externas, Museu de Arte Coreana, Sede do Partido dos Trabalhadores da Coreia, Museu Histórico Central da Coreia, Estação Sungni, além do Grande Salão de Estudos do Povo.

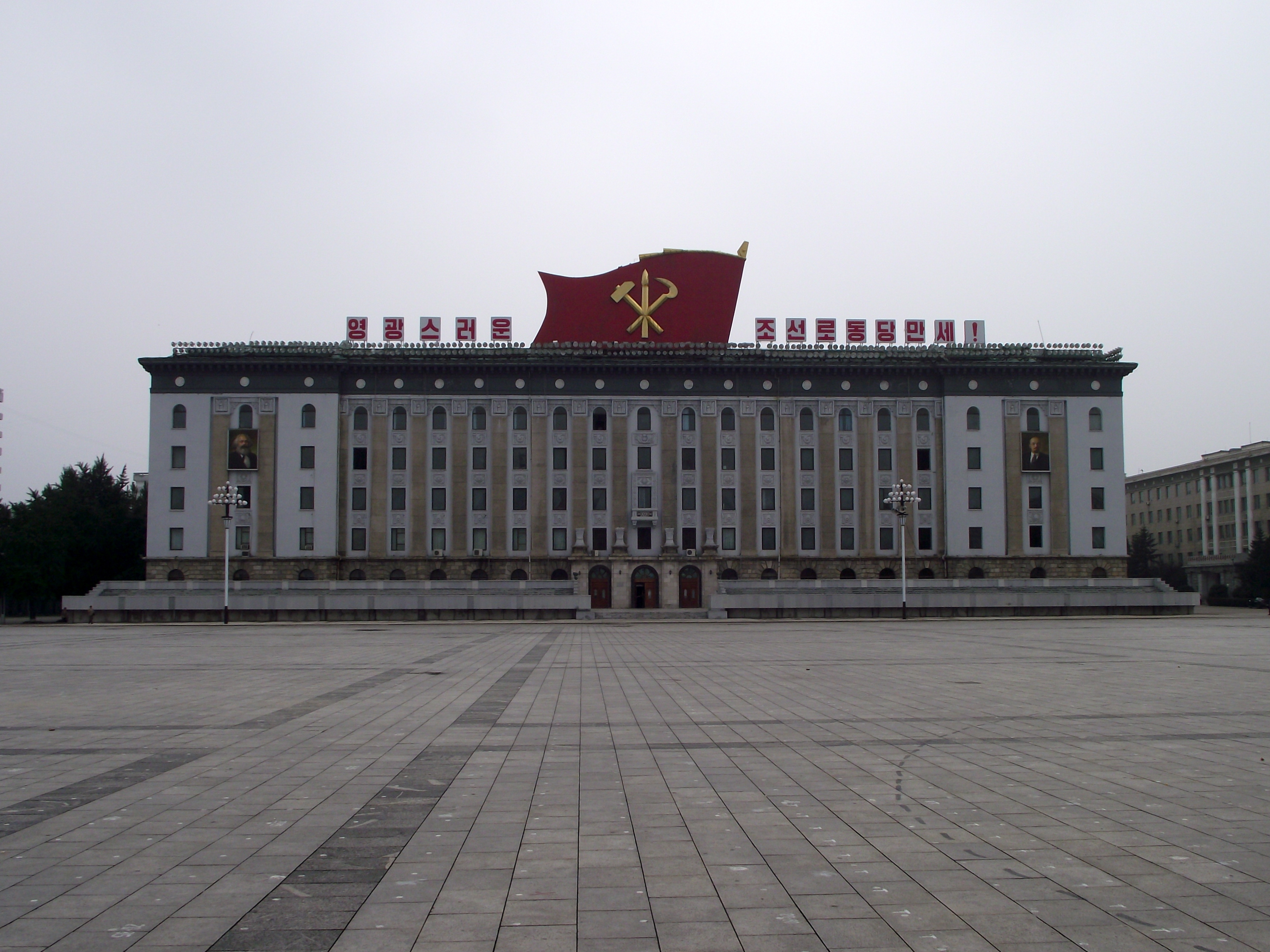
Ministério de Relações Econômicas Externas
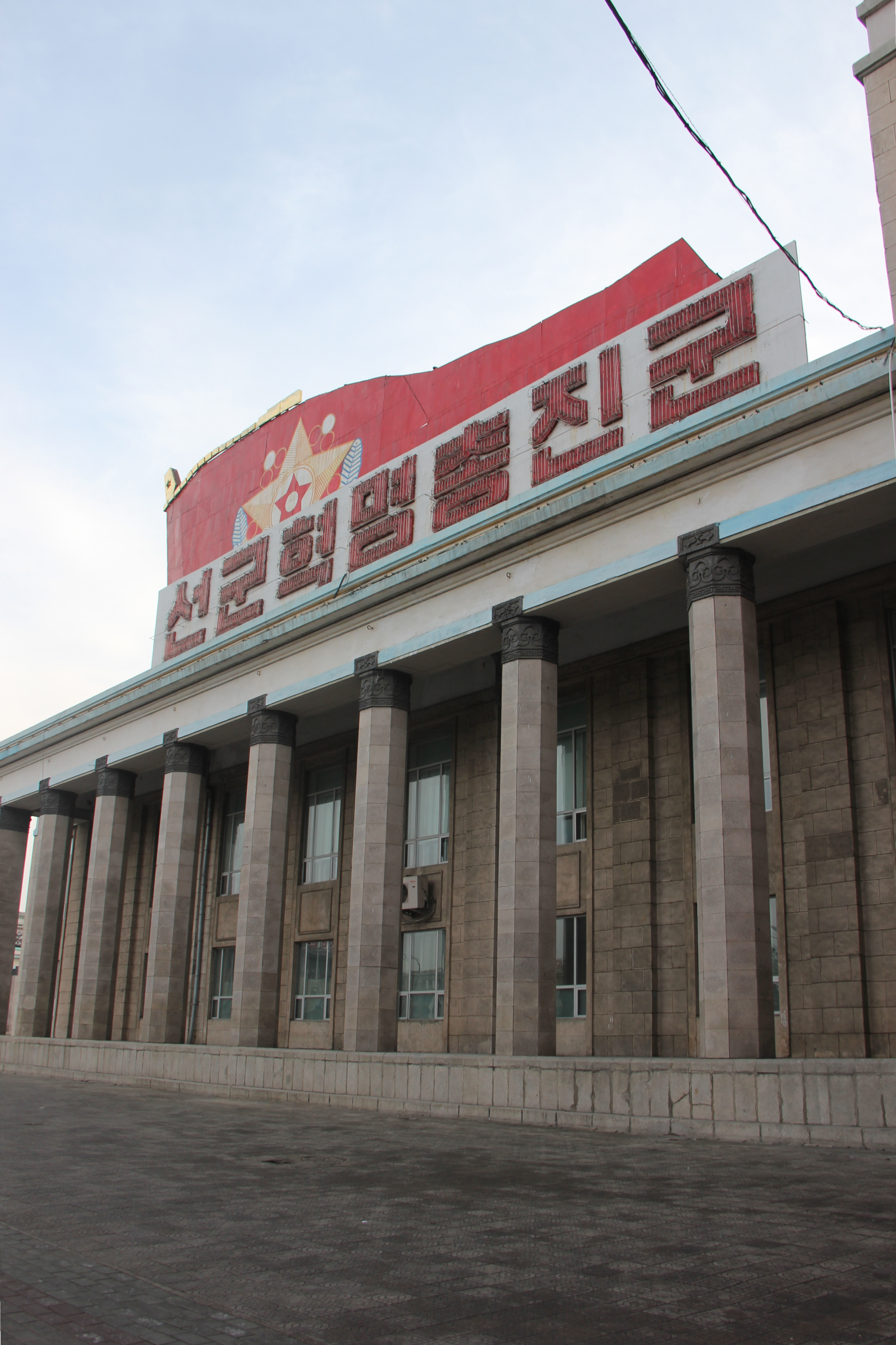
Museu de Arte Coreana
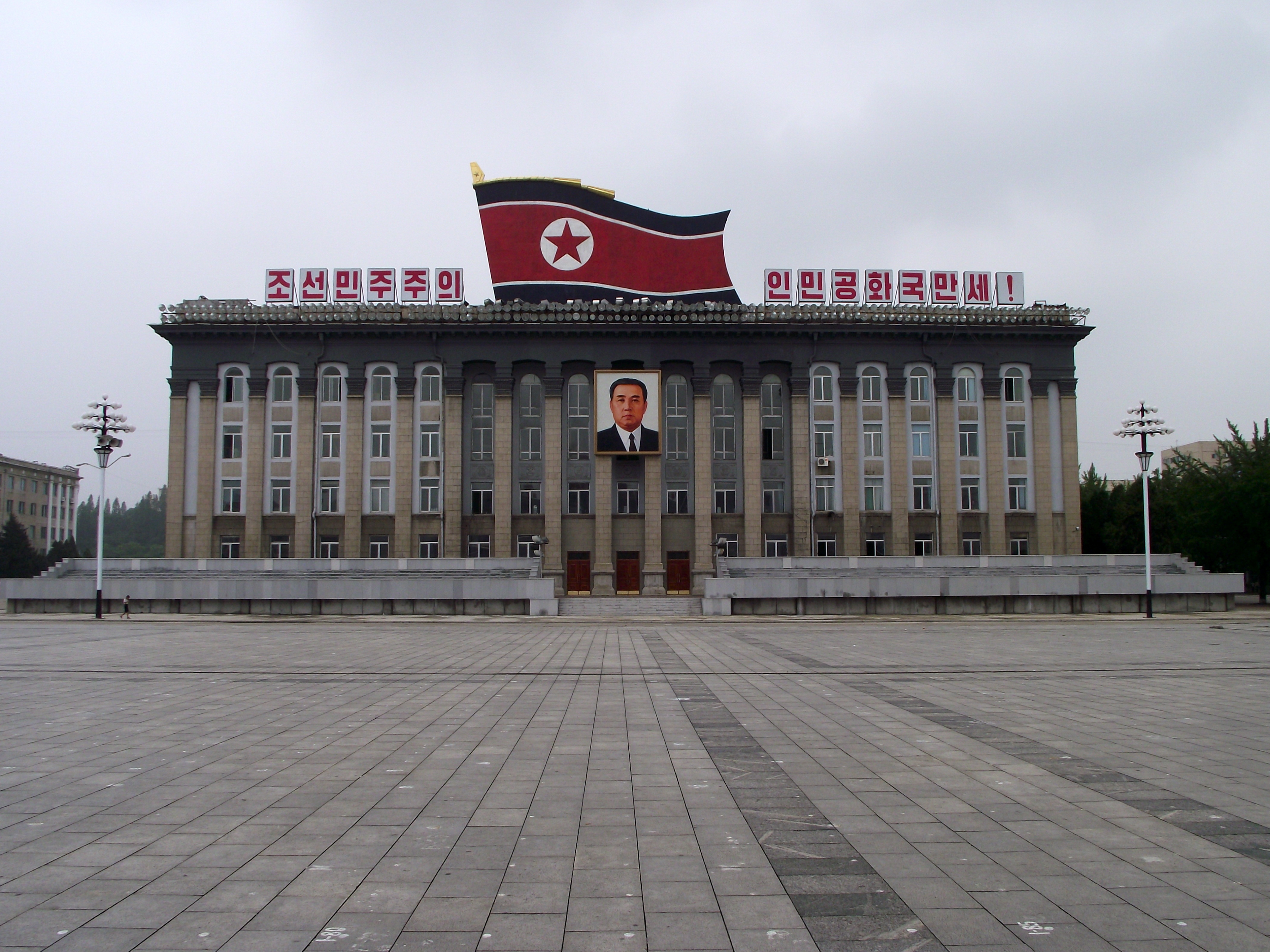
Sede do Partido dos Trabalhadores da Coreia
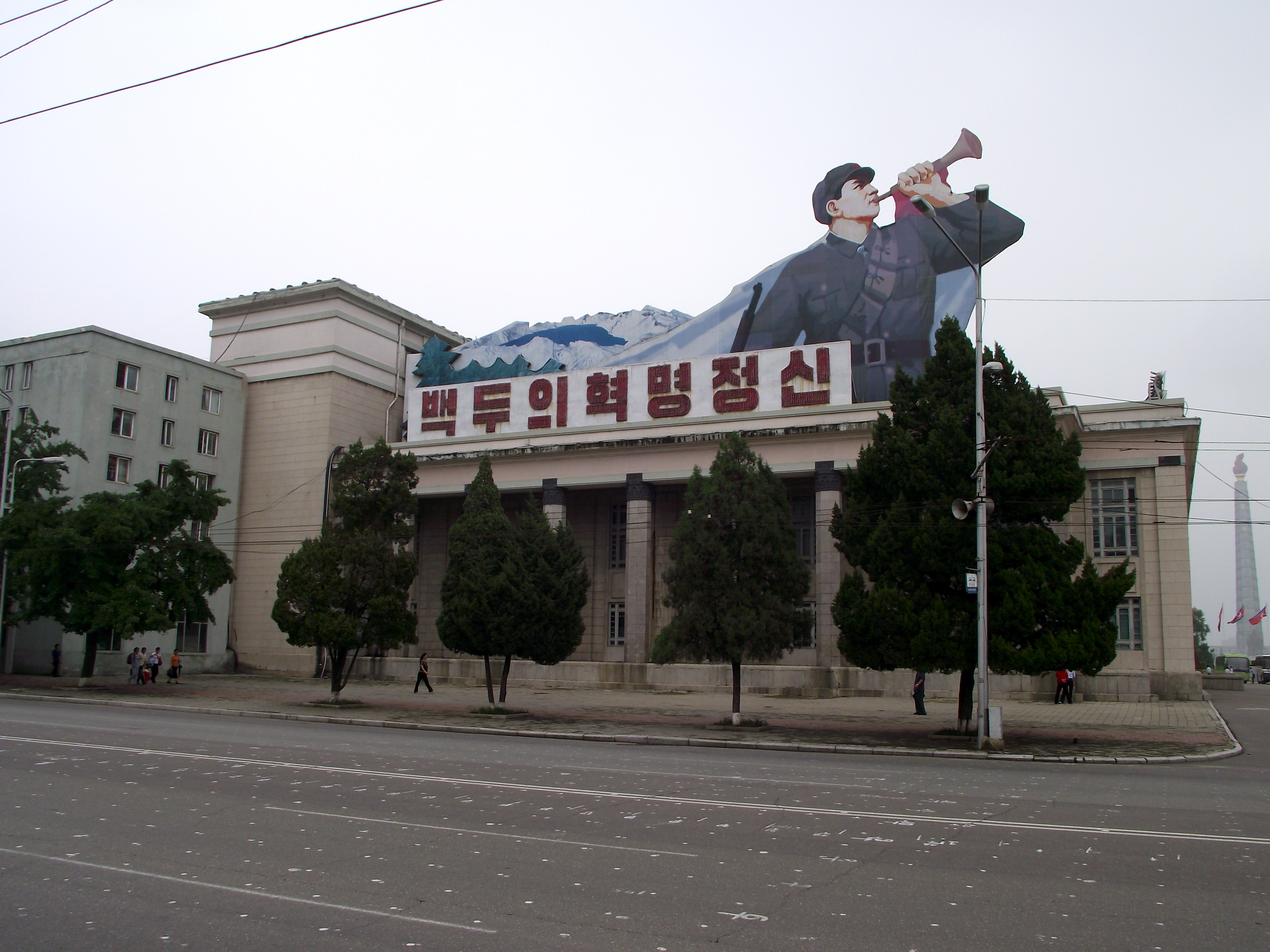
Museu Histórico Central da Coreia

## Remoção de propaganda antiamericana
Depois da Cúpula entre Estados Unidos e Coreia do Norte em 2018, a Coreia do Norte removeu uma propaganda antiamericana que estava na Praça Kim Il-sung. Pyongyang emitiu selos especiais anti-EUA em 2017. Em 2017, os protestos realizados na Praça Kim Il-sung foram supostamente assistidos por 100 000 pessoas. Em 2018 Pyongyang cancelou o evento anual de 'anti-EUA'.